# Illkirch-Graffenstaden
Illkirch-Graffenstaden (prononcé en français : /ilkiʁʃ gʁafœnʃtadœn/ ; en alsacien : Ìllkìrich-Gràffestàde) est une commune française du sud de Strasbourg appartenant à l’Eurométropole de Strasbourg située dans la circonscription administrative du Bas-Rhin et, depuis le 1er janvier 2021, dans le territoire de la collectivité européenne d'Alsace, en région Grand Est. Elle fait partie de la région culturelle et historique d'Alsace. Ses habitants se nomment les Illkirchois.
Les deux villages distincts Illkirch et Graf(f)enstaden ont fusionné lors de la Révolution française. Elle est accolée à Strasbourg (quartier de la Meinau), Ostwald ainsi qu’à Geispolsheim, et traversée par la rivière Ill. De nombreux endroits de la ville et de ses environs (Ostwald notamment) ont été exploités par des carrières, formant de nombreux lacs.

## Géographie

Représentations cartographiques de la commune
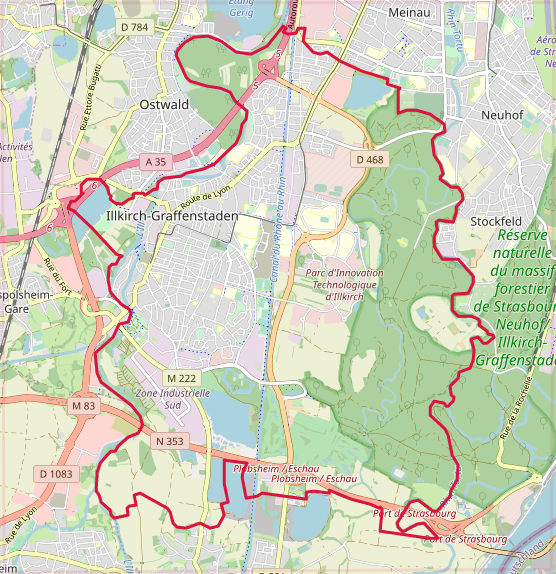
Carte OpenStreetMap.
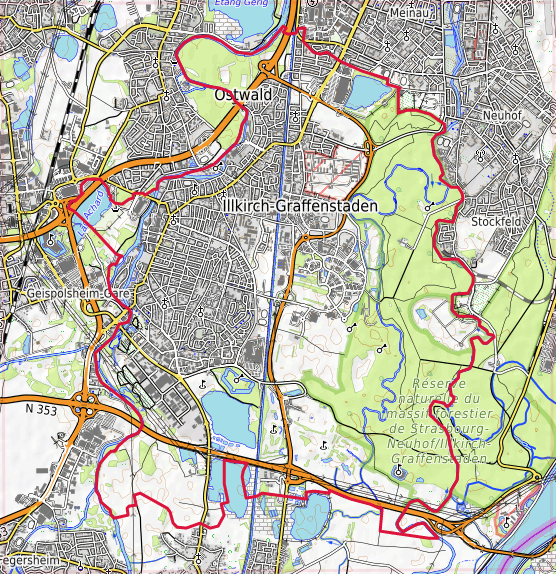
Carte topographique.

### Localisation
Illkirch-Graffenstaden, située au sud de Strasbourg, est membre de l'Eurométropole de Strasbourg. Elle en est la troisième ville par le nombre de ses habitants (près de 27 000), la quatrième du Bas-Rhin et la sixième d'Alsace. Elle s'étend sur 22,21 km2.

### Communes limitrophes
Les communes limitrophes sont Eschau, Fegersheim, Geispolsheim, Ostwald et Strasbourg.
| Ostwald      |                        |            |
| Geispolsheim | Illkirch-Graffenstaden | Strasbourg |
| Fegersheim   | Eschau                 |            |

### Hydrographie

#### Réseau hydrographique

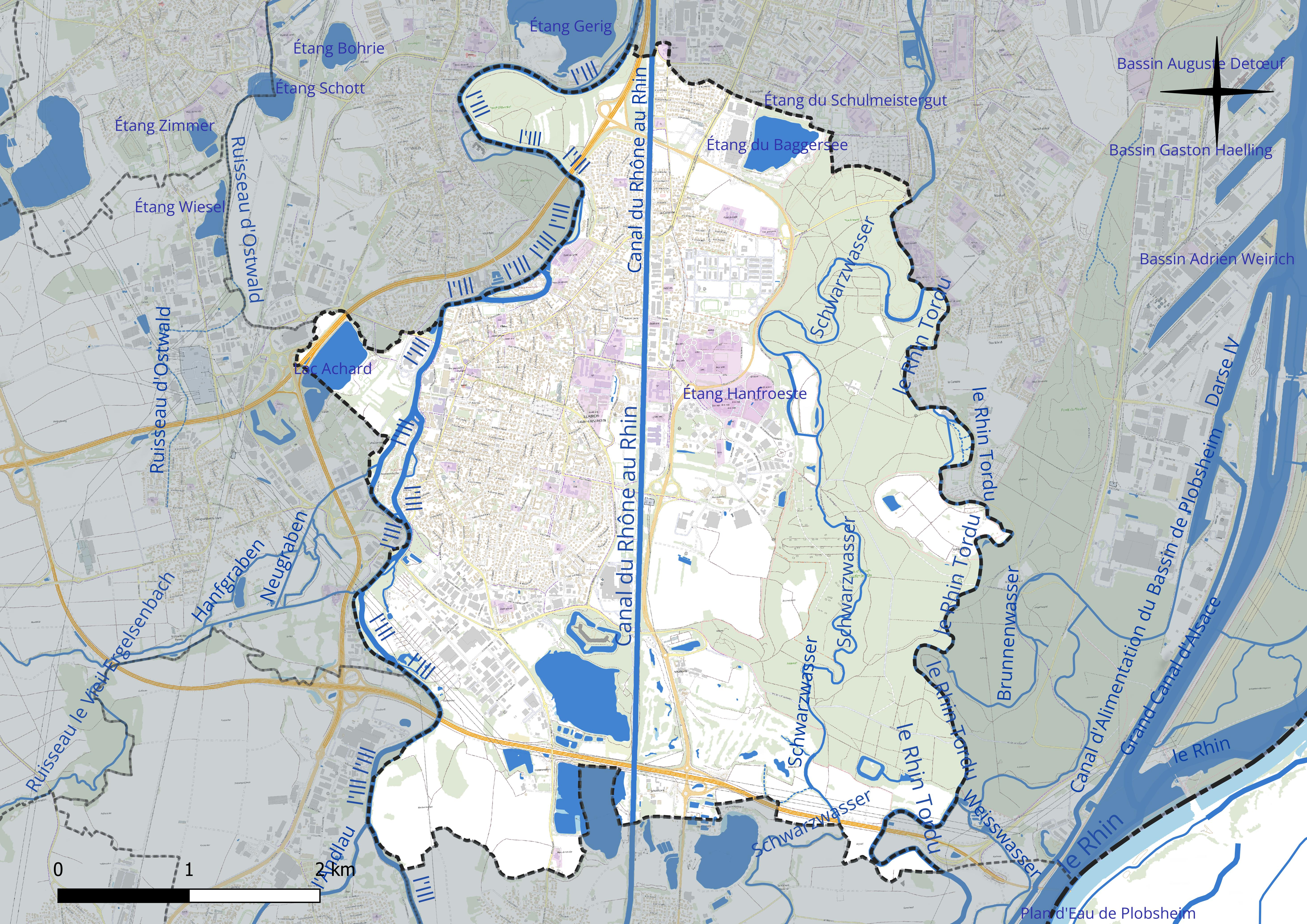
Réseau hydrographique d'Illkirch-Graffenstaden.

La commune est dans le bassin versant du Rhin au sein du bassin Rhin-Meuse. Elle est drainée par le canal du Rhone au Rhin, l'Ill, l'Andlau, le Rhin Tordu et la rivière Schwarzwasser,.
Le canal du Rhône au Rhin traverse la commune du nord au sud. D'une longueur de 133 km, il relie la Saône, affluent navigable du Rhône, au Rhin, par la vallée du Doubs et son prolongement en Haute Alsace jusqu'à Niffer sur le Rhin, un autre prolongement rejoignant Strasbourg par la canalisation de l'Ill.
L'Ill, d'une longueur de 217 km, prend sa source dans la commune de Winkel et se jette  dans le Grand Canal d'Alsace à Offendorf, après avoir traversé 68 communes. Les caractéristiques hydrologiques de l'Ill sont données par la station hydrologique située sur la commune de Fegersheim. Le débit moyen mensuel est de 41,5 m3/s. Le débit moyen journalier maximum est de 62 m3/s, atteint lors de la crue du 1er juin 2013. Le débit instantané maximal est quant à lui de 66,7 m3/s, atteint le 30 juillet 2014.
L'Andlau, d'une longueur de 42 km, prend sa source dans la commune de Le Hohwald et se jette  dans l'Ill sur la commune, après avoir traversé 21 communes.
Le Rhin Tordu, d'une longueur de 22 km, prend sa source dans la commune de Plobsheim et se jette  dans l'Ill à Strasbourg, après avoir traversé quatre communes.
La rivière Schwarzwasser, d'une longueur de 11 km, prend sa source dans la commune de Eschau et se jette  dans le Rhin en rive gauche à Strasbourg, après avoir traversé trois communes.
Trois plans d'eau complètent le réseau hydrographique : le lac Achard, d'une superficie totale de 17,8 ha (13,4 ha sur la commune), l'étang du Baggersee (14,6 ha) et l'étang Hanfroeste (0,8 ha),.

#### Gestion et qualité des eaux
Le territoire communal est couvert par le schéma d'aménagement et de gestion des eaux (SAGE) « Ill Nappe Rhin ». Ce document de planification concerne la nappe phréatique rhénane, les cours d'eau de la plaine d'Alsace et du piémont oriental du Sundgau, les canaux situés entre l'Ill et le Rhin et les zones humides de la plaine d'Alsace. Le périmètre s’étend sur 3 596 km2. Il a été approuvé le 17 janvier 2005. La structure porteuse de l'élaboration et de la mise en œuvre est la région Grand Est.
La qualité des cours d’eau peut être consultée sur un site dédié géré par les agences de l’eau et l’Agence française pour la biodiversité.

### Climat
Pour des articles plus généraux, voir Climat du Grand Est et Climat du Bas-Rhin.
En 2010, le climat de la commune est de type climat des marges montargnardes, selon une étude du Centre national de la recherche scientifique s'appuyant sur une série de données couvrant la période 1971-2000. En 2020, Météo-France publie une typologie des climats de la France métropolitaine dans laquelle la commune est exposée à un climat semi-continental et est dans la région climatique Alsace, caractérisée par une pluviométrie faible, particulièrement en automne et en hiver, un été chaud et bien ensoleillé, une humidité de l’air basse au printemps et en été, des vents faibles et des brouillards fréquents en automne (25 à 30 jours).
Pour la période 1971-2000, la température annuelle moyenne est de 10,6 °C, avec une amplitude thermique annuelle de 17,7 °C. Le cumul annuel moyen de précipitations est de 638 mm, avec 8,1 jours de précipitations en janvier et 9,8 jours en juillet. Pour la période 1991-2020, la température moyenne annuelle observée sur la station météorologique de Météo-France la plus proche, « Strasbourg-Entzheim », sur la commune d'Entzheim à 6 km à vol d'oiseau, est de 11,4 °C et le cumul annuel moyen de précipitations est de 635,7 mm. 
La température maximale relevée sur cette station est de 38,9 °C, atteinte le 25 juillet 2019 ; la température minimale est de −23,6 °C, atteinte le 23 janvier 1942,,.
| Mois                                  | jan.             | fév.             | mars             | avril           | mai             | juin           | jui.           | août           | sep.            | oct.            | nov.             | déc.             | année      |
| ------------------------------------- | ---------------- | ---------------- | ---------------- | --------------- | --------------- | -------------- | -------------- | -------------- | --------------- | --------------- | ---------------- | ---------------- | ---------- |
| Température minimale moyenne (°C)     | −0,2             | 0                | 2,6              | 5,7             | 10,1            | 13,4           | 14,9           | 14,5           | 10,7            | 7,2             | 3,3              | 0,8              | 6,9        |
| Température moyenne (°C)              | 2,5              | 3,6              | 7,4              | 11,3            | 15,5            | 18,9           | 20,6           | 20,3           | 16,1            | 11,5            | 6,3              | 3,3              | 11,4       |
| Température maximale moyenne (°C)     | 5,2              | 7,3              | 12,1             | 17              | 20,9            | 24,4           | 26,4           | 26,1           | 21,6            | 15,8            | 9,4              | 5,9              | 16         |
| Record de froid (°C) date du record   | −23,6 23.01.1942 | −22,3 15.02.1929 | −16,7 04.03.1965 | −5,6 21.04.1938 | −2,4 11.05.1953 | 1,1 02.06.1936 | 4,9 07.07.1961 | 4,8 30.08.1998 | −1,3 27.09.1943 | −7,6 31.10.1950 | −10,8 30.11.1973 | −23,4 23.12.1938 | −23,6 1942 |
| Record de chaleur (°C) date du record | 17,5 10.01.1991  | 21,1 25.02.21    | 26,3 31.03.21    | 30 22.04.18     | 34,6 20.05.22   | 38,8 30.06.19  | 38,9 25.07.19  | 38,7 07.08.15  | 33,4 11.09.23   | 31 13.10.23     | 22,1 18.11.1926  | 18,6 31.12.22    | 38,9 2019  |
| Ensoleillement (h)                    | 555              | 858              | 1 464            | 1 869           | 2 091           | 2 264          | 2 397          | 2 242          | 1 735           | 1 004           | 552              | 442              | 17 473     |
| Précipitations (mm)                   | 35,4             | 34,1             | 38,6             | 41,8            | 77,2            | 68,5           | 71,9           | 61,3           | 54,6            | 59,5            | 47,6             | 45,2             | 635,7      |

| Diagramme climatique                                  |          |             |           |              |              |              |              |              |             |            |            |
| J                                                     | F        | M           | A         | M            | J            | J            | A            | S            | O           | N          | D          |
| 5,2−0,235,4                                           | 7,3034,1 | 12,12,638,6 | 175,741,8 | 20,910,177,2 | 24,413,468,5 | 26,414,971,9 | 26,114,561,3 | 21,610,754,6 | 15,87,259,5 | 9,43,347,6 | 5,90,845,2 |
| Moyennes : • Temp. maxi et mini °C • Précipitation mm |          |             |           |              |              |              |              |              |             |            |            |

Les paramètres climatiques de la commune ont été estimés pour le milieu du siècle (2041-2070) selon différents scénarios d'émission de gaz à effet de serre à partir des nouvelles projections climatiques de référence DRIAS-2020. Ils sont consultables sur un site dédié publié par Météo-France en novembre 2022.

## Urbanisme

### Typologie
Au 1er janvier 2024, Illkirch-Graffenstaden est catégorisée grand centre urbain, selon la nouvelle grille communale de densité à sept niveaux définie par l'Insee en 2022.
Elle appartient à l'unité urbaine de Strasbourg (partie française), une agglomération internationale regroupant 23  communes, dont elle est une commune de la banlieue,,. Par ailleurs la commune fait partie de l'aire d'attraction de Strasbourg (partie française), dont elle est une commune du pôle principal,. Cette aire, qui regroupe 268 communes, est catégorisée dans les aires de 700 000 habitants ou plus (hors Paris),.

### Occupation des sols

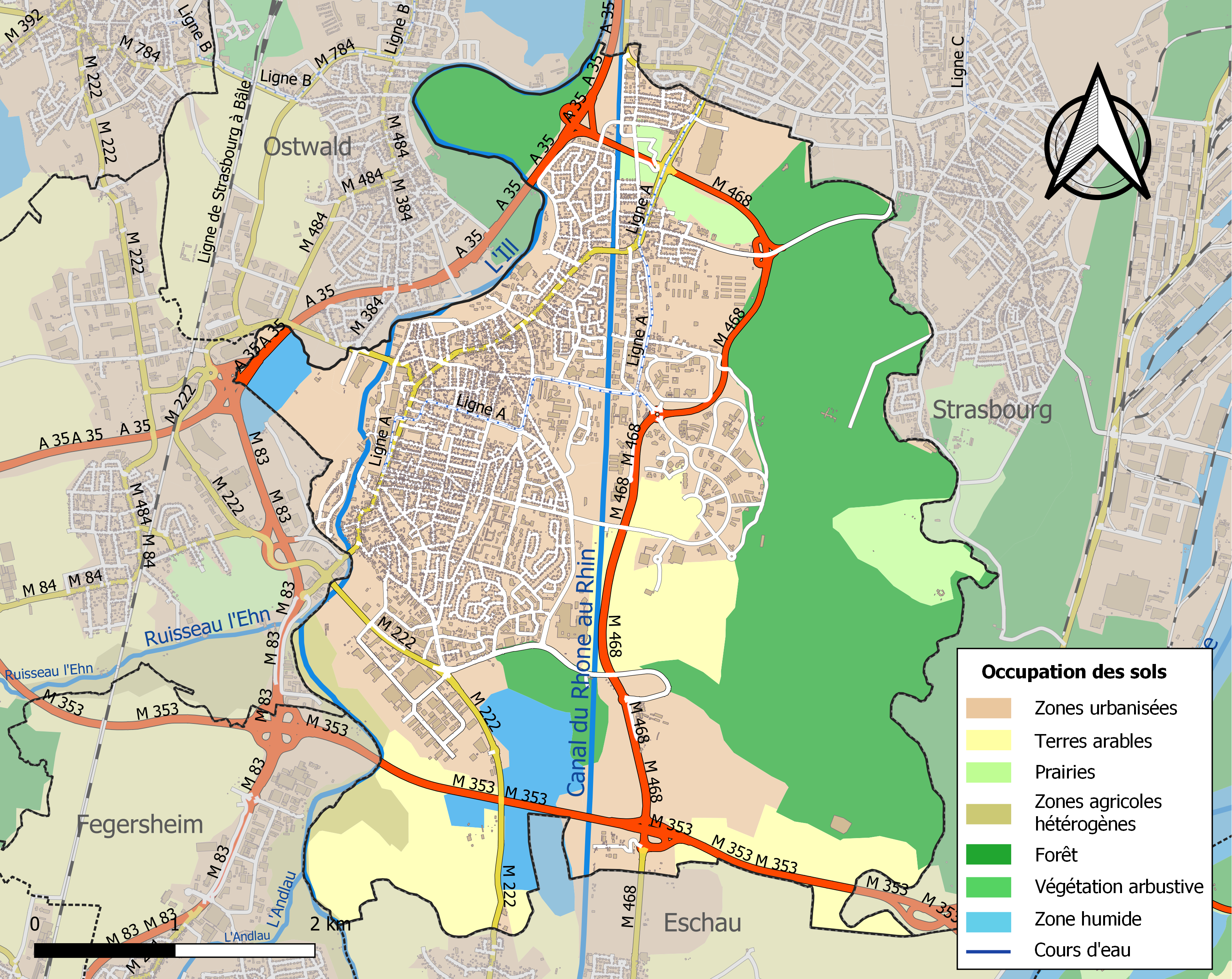
Carte des infrastructures et de l'occupation des sols de la commune en 2018 (CLC).

L'occupation des sols de la commune, telle qu'elle ressort de la base de données européenne d’occupation biophysique des sols Corine Land Cover (CLC), est marquée par l'importance des territoires artificialisés (48,6 % en 2018), en augmentation par rapport à 1990 (45,7 %). La répartition détaillée en 2018 est la suivante : 
forêts (29,6 %), zones urbanisées (20,6 %), zones industrielles ou commerciales et réseaux de communication (19,6 %), terres arables (13,2 %), espaces verts artificialisés, non agricoles (6,9 %), eaux continentales (3,6 %), prairies (3,2 %), zones agricoles hétérogènes (1,7 %), mines, décharges et chantiers (1,6 %). L'évolution de l’occupation des sols de la commune et de ses infrastructures peut être observée sur les différentes représentations cartographiques du territoire : la carte de Cassini (XVIIIe siècle), la carte d'état-major (1820-1866) et les cartes ou photos aériennes de l'IGN pour la période actuelle (1950 à aujourd'hui).

### Voies de communication et transports

#### Transports en commun
- Cinq lignes de bus de la Compagnie des transports strasbourgeois assurent le transport à travers la ville : lignes 13, 57, 62, 63 et 67, ainsi que trois lignes de car interurbains : 260, 270 et 271, pour une trentaine d'arrêts.
- La commune est desservie par les lignes A et E du tramway de Strasbourg. Huit stations sont situées à Illkirch : Baggersee, Colonne, Leclerc, Campus Illkirch (terminus ligne E), Illkirch Lixenbuhl, Parc Malraux, Cours de l'Iliade et Graffenstaden (terminus ligne A).

Ces deux moyens de transport ont plusieurs points de correspondance entre eux. En 2013, un projet de BHNS reliant Ostwald à Illkirch-Graffenstaden est évoqué. Son coût est estimé à 7 millions d'euros. Les travaux devaient commencer en 2016 pour une mise en service en 2017, mais n'ont toujours pas débuté en mars 2023.

#### Voies ferrées
La gare de Graffenstaden, sur la ligne de Strasbourg-Ville à Saint-Louis, est en fait située sur le territoire de la commune de Geispolsheim, au centre de la zone commerciale de la Vigie. Elle est gérée en partie par la région Grand-Est et la SNCF.

#### Pistes cyclables
La ville est traversée par de nombreuses pistes cyclables. La liaison cyclable en site propre Strasbourg-Marckolsheim, partie du grand itinéraire cyclable européen EV15 (Véloroute Rhin) d'Andermatt à Rotterdam, est aménagée sur le chemin de halage du canal du Rhône au Rhin en bordure est de la ville. Par ailleurs, Illkirch-Graffenstaden est une étape de l'itinéraire cyclable franco-allemand de la piste des forts qui épouse l'ancienne ceinture de la place fortifiée de Strasbourg sur 85 kilomètres.

## Toponymie
Illkirch, signifie en allemand l'église de l'Ill, la rivière attenante à la commune.
Durant la période de rattachement de l'Alsace-Lorraine à l'Empire allemand (1871-1918), la commune était appelée Illkirch-Grafenstaden (avec un f en moins). Ce nom est toujours usité en allemand. Illkirch est souvent utilisé pour nommer plus simplement la ville, autant afin de raccourcir le nom qu'à cause de la difficulté pour un francophone de la prononciation correcte de consonance allemande.

## Histoire

### Moyen Âge
Illkirch-Graffenstaden fut fondée à l’époque des Francs. La date précise reste difficile à déterminer. La commune a connu plusieurs noms au cours de son histoire : Ellofanum (720), Illechilechen (826), Illenkirche (845), Illekiriche (920), Illachirecha (1163), Illenkirchen (1172) et enfin Illkirch qui s’est maintenu jusqu'à nos jours. Le nom est dû à une église (Kirche en allemand) qui aurait été construite au bord de l’Ill. La commune est le fruit de la fusion de deux villages existant depuis le Moyen Âge : Illkirch et Graffenstaden. Le centre historique d'Illkirch se développe autour de son église, l'actuelle paroisse protestante sise place du Temple. Graffenstaden se développe plus au sud, sur la rive est de l'Ill dont un pont permet d'effectuer la traversée.
Autrefois, une partie de la ville était vigneronne (cf. rue des Vignes).
Les pêcheurs d'Illkirch célébraient traditionnellement la Pentecôte en organisant une procession dans la ville de Strasbourg. Au cours de celle-ci les pêcheurs strasbourgeois, membres de la corporation strasbourgeoise des pêcheurs, s'amusaient à railler leurs homologues illkirchois en courant dans la ville en chantant, en sifflant et en agitant des saumons. Les moqueurs furent avertis et on leur promit une amende de 5 livres en cas de récidive. L'évènement révèle sans doute une rivalité entre les pêcheurs de la ville et ceux des communes alentour.
De nombreux biens sis à Illkirch et à Graffenstaden appartenaient au lignage noble strasbourgeois des Zorn. C'est notamment le cas d'un bac qui effectuait la liaison entre Graffenstaden et Hundsfelden (une commune disparue sise autrefois au sud de Kehl). Souvent préféré au bac de la Robertsau ayant tendance à être inutilisable en cas d'avaries liées au Rhin (sécheresses ou inondations), le bac de Graffenstaden représentait un intérêt financier.
En 1369, Charles IV (empereur du Saint-Empire) transfère les biens de la famille Zorn sis à Illkirch, Graffenstaden et Illwickersheim à un autre lignage noble strasbourgeois : les Erbe. En 1415, Sigismond de Luxembourg rétrocède leurs biens aux Zorn. Une querelle éclate entre les deux familles. Pour y remédier, les villages d'Illwickersheim, d'Illkirch et de Graffenstaden sont engagés à la Ville impériale libre de Strasbourg en 1418. Le 7 juin 1420, les Zorn demandent un procès pour régler définitivement la querelle, mais les principaux membres de la famille s'engagent en 1420 dans une rébellion contre le conseil de Strasbourg et quittent la ville. Les villages sont tous les trois annexés définitivement en 1421. L’événement est sanctionné postérieurement par un acte de vente signé par les familles Zorn et Erbe.

### Époque contemporaine

#### La fusion des communes d'Illkirch et de Graffenstaden

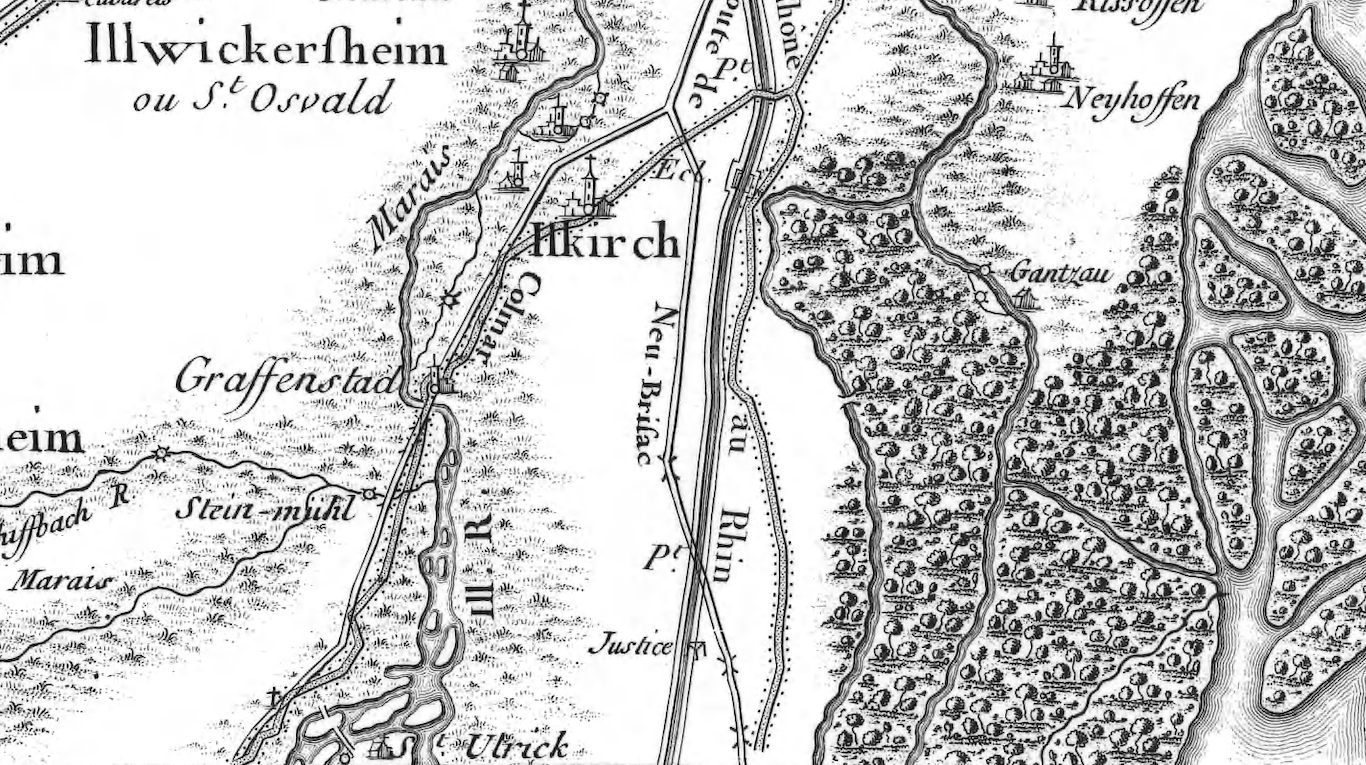
Illkirch et Graffenstaden, détail de la carte de Cassini, 1740.

Les deux communes se développent le long de la route de Colmar (l'actuelle route de Lyon). Elles fusionnent pour des raisons économiques entre 1790 et 1794, alors qu'on identifie encore deux noyaux urbains bien distincts sur la carte de Cassini cinquante années auparavant.

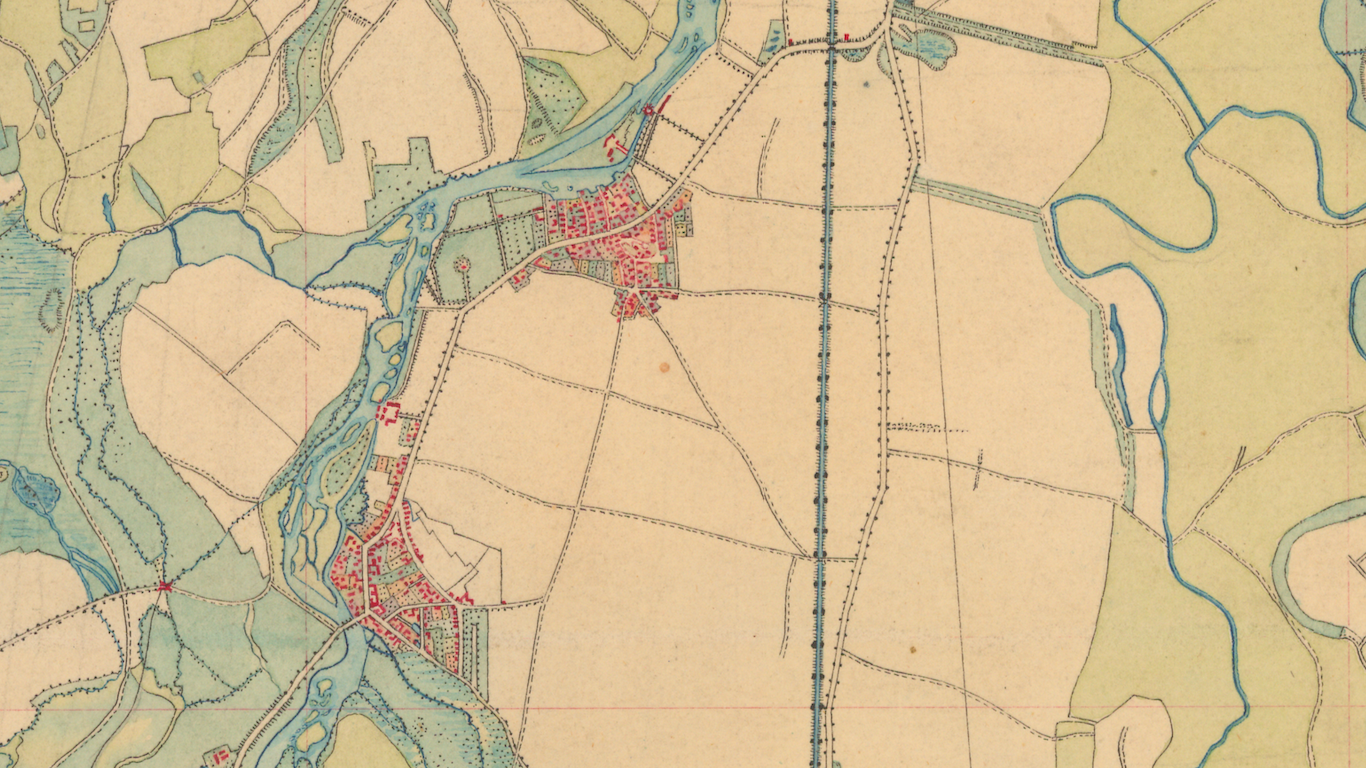
Illkirch-Graffenstaden, détail de la carte d'état-major de la France, Feuille Strasbourg N.E., 1866.

Il faut attendre 1866 et la carte d'état major de Strasbourg pour avoir accès à une première cartographie précise d'Illkirch et de Graffenstaden. La commune présente une très forte discontinuité du bâti entre ses deux noyaux urbains. Ils sont séparés par un espace agricole conséquent. Progressivement, à mesure que le nombre d'habitants augmente, l'espace agricole situé actuellement entre la route de Lyon et la route Burkel s'urbanise. En 1950, cet ancien espace agricole est entièrement urbanisé.

#### Illkirch-Graffenstaden au XXe siècle

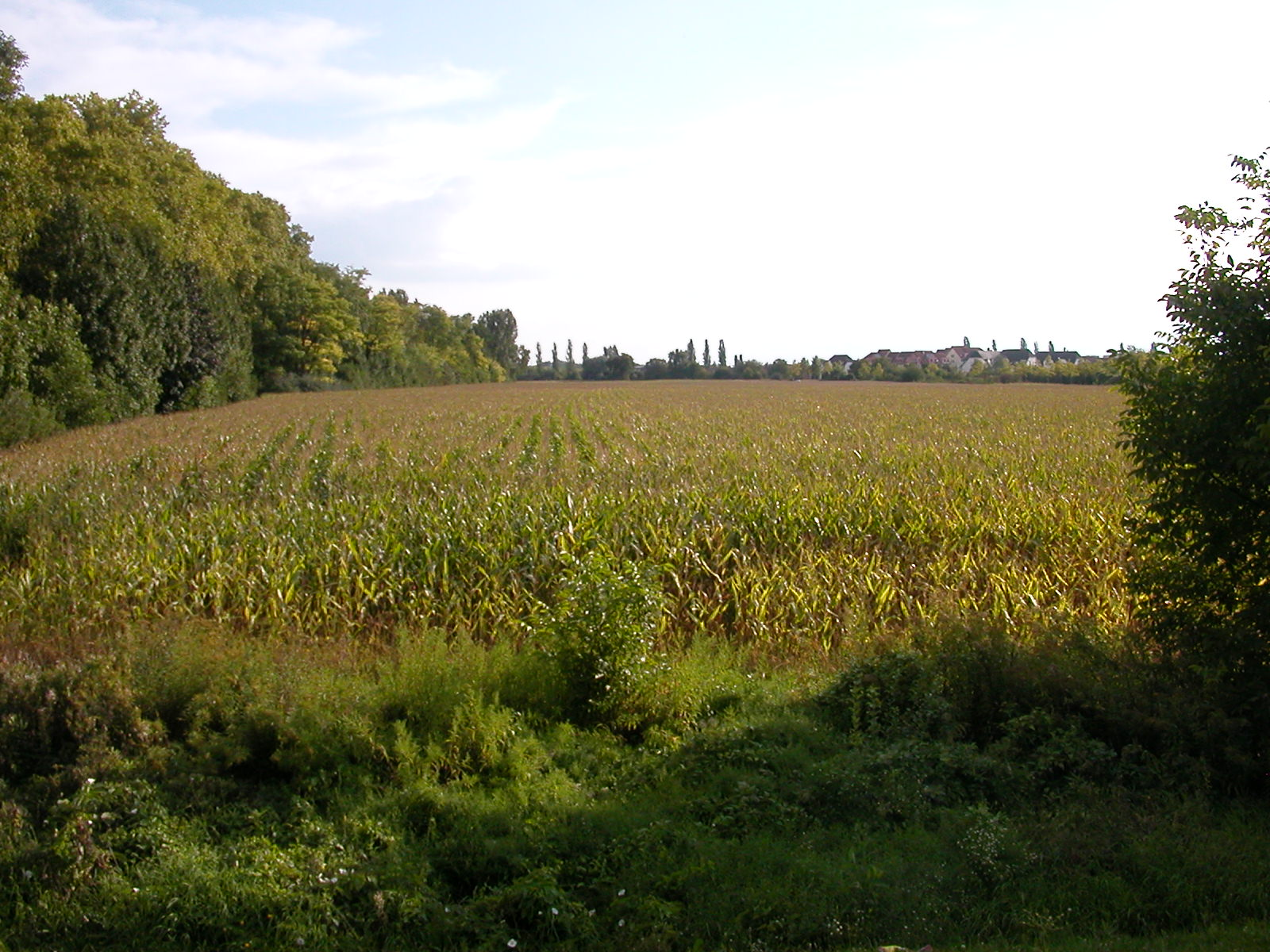
Zone convoitée vue du pont de la rue Lixenbuhl (à gauche, le canal ; en arrière-plan, la rue des Vignes ; en arrière-plan à droite, la rue de la Ceinture).

Après la Première Guerre mondiale, l’industrie principale de la ville fut la Société alsacienne de constructions mécaniques (SACM) qui fabriquait des machines-outils et des locomotives.
Pendant la Seconde Guerre mondiale, le groupe de résistance « Feuille de Lierre » fut constitué en grande partie d'ouvriers et d'apprentis de la SACM.
Elle subsiste encore aujourd'hui en entreprise très restreinte, fabricant de machines-outils modernes (fraiseuses) pour le monde entier. Le site abrite également l'entreprise Flender Graffenstaden, spécialisée dans la fabrication d’engrenages depuis plus de 60 ans.
De loin la plus grande part de la grande usine, Onseri fabrik (Notre fabrique), est devenue un centre commercial, d’agences et même de lotissements (le nom de l'ancienne station de bus à proximité est Graffenstaden Usine en souvenir de cette usine, aujourd'hui devenue la station Cours de l'Illiade). De nos jours, en raison du déclin de ce secteur dû à la modernisation et des imports, Illkirch-Graffenstaden développe plutôt le secteur tertiaire et les services.

## Politique et administration

### Politique environnementale
La commune s'est vu décerner les prix suivants :
- Le trophée national Éco Actions 2005[36], catégorie politique globale, décerné par l'association Éco Maires[37] ;
- Label EVE (Espaces Verts Ecologiques) pour l'année 2011.
- Quatre fleurs au concours régional des villes et villages fleuris en 2015.
- Prix national de la reconquête écologique du cadre urbain et renouvellement des Qu’âtres fleurs au concours national en 2021.

### Jumelages
Elle n'est actuellement jumelée avec aucune autre commune.

## Équipements et services publics

### Enseignement et recherche

#### Enseignement supérieur
Ces bâtiments se situent sur le campus d'Illkirch au sein du pôle technologique Le Parc d'Innovation.
Plusieurs composantes de l'université de Strasbourg sont présentes sur le campus :
- la faculté de pharmacie ;

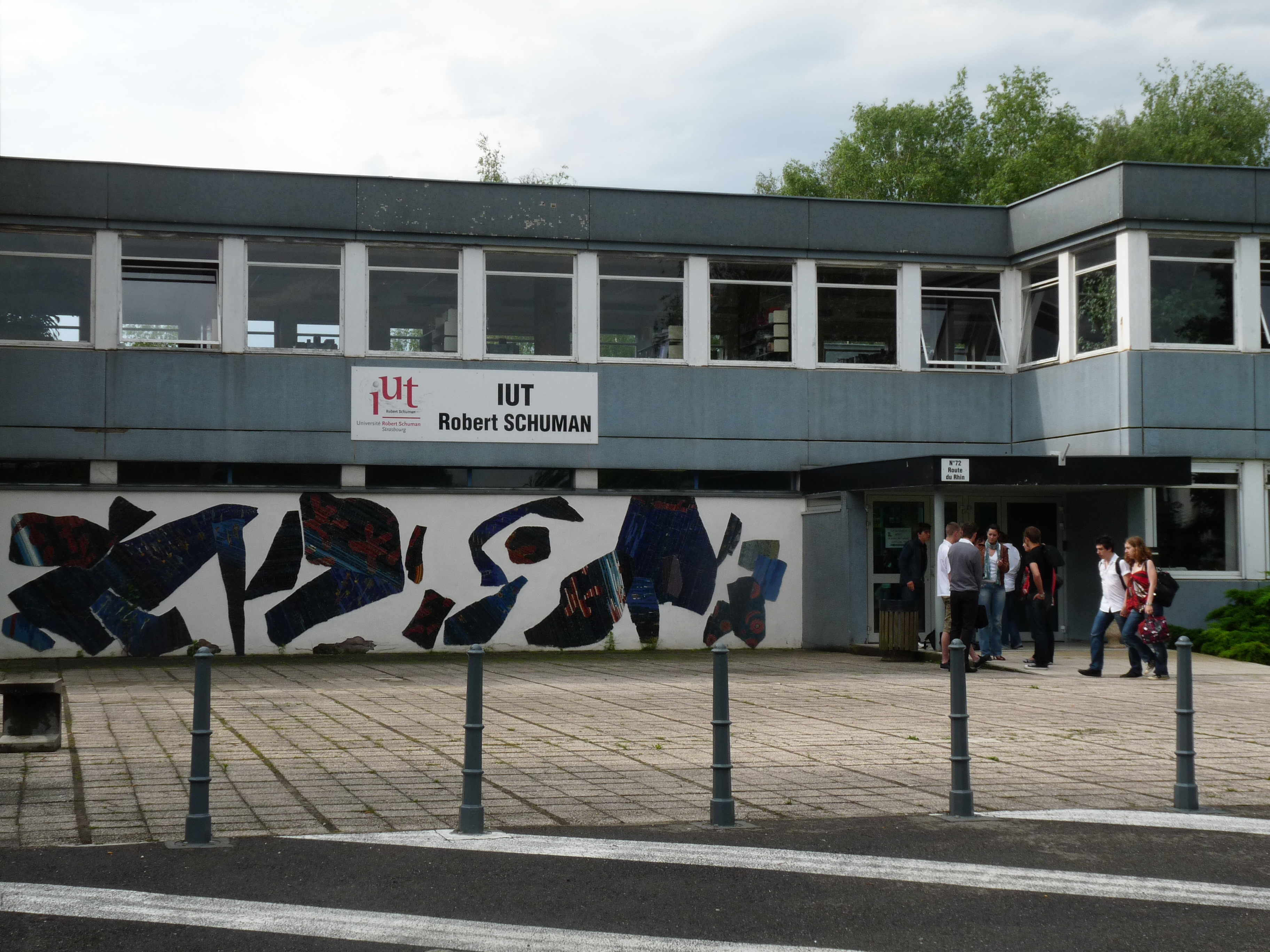
IUT Robert-Schumann.

- l'Institut universitaire de technologie Robert-Schuman (IUT) : filières informatique, technique de commercialisation, information-communication, chimie, génie civil ;
- Télécom Physique Strasbourg ;
- l'École supérieure de biotechnologie Strasbourg (ESBS) ;
- l'Institut de génétique et de biologie moléculaire et cellulaire (IGBMC)[38] ;
- le laboratoire des sciences de l'ingénieur, de l'informatique et de l'imagerie (ICube).

D'autres établissements y sont aussi présents : 
- l'International Space University (ISU), en français Université internationale de l’espace ;
- le conservatoire national des arts et métiers (CNAM) ;
- l'école Supinfo (école privée d’informatique) ;
- Météo-France.

#### Enseignement secondaire et primaire
- Enseignement secondaire :
  - Lycée d'hôtellerie et de tourisme Alexandre-Dumas : lycée polyvalent d'hôtellerie et tourisme (restauration, service – dépendant de Strasbourg)[39].
  - Lycée professionnel Gutenberg des arts et de l’industrie graphique : impression, prépresse, communication graphique, PAO, électronique.
  - Lycée professionnel Le Corbusier : lycée polyvalent de bâtiment, architecture, construction et design.
  - Collège du Parc.
  - Collège Nelson-Mandela (anciennement collège des Roseaux).
  - Établissement régional d'enseignement adapté (EREA).
- Enseignement primaire :
  - École maternelle et élémentaire du Centre.
  - École maternelle et élémentaire Adélaïde Hautvall
  - École maternelle et élémentaire Lixenbuhl.
  - École maternelle et élémentaire du Nord.
  - École maternelle et élémentaire du Sud.
  - École maternelle et élémentaire des Vergers.
  - École maternelle de l’Orme.
  - École maternelle de la Plaine.

### Santé
Le centre de chirurgie orthopédique et de la main (CCOM), ex-centre de traumatologie général, rattaché aux hôpitaux universitaires de Strasbourg est implanté à Illkirch-Graffenstaden, a été transféré à l’hôpital d’Hautepierre.
Actuellement, l’ancien site du centre de traumatologie est en cours de réhabilitation. Il est devenu le siège de l’UGECAM.

### Justice, sécurité, secours et défense

#### Sécurité
La commune bénéficie d'un commissariat de police.

#### Justice
La commune  dispose d'un tribunal d'instance.

#### Défense

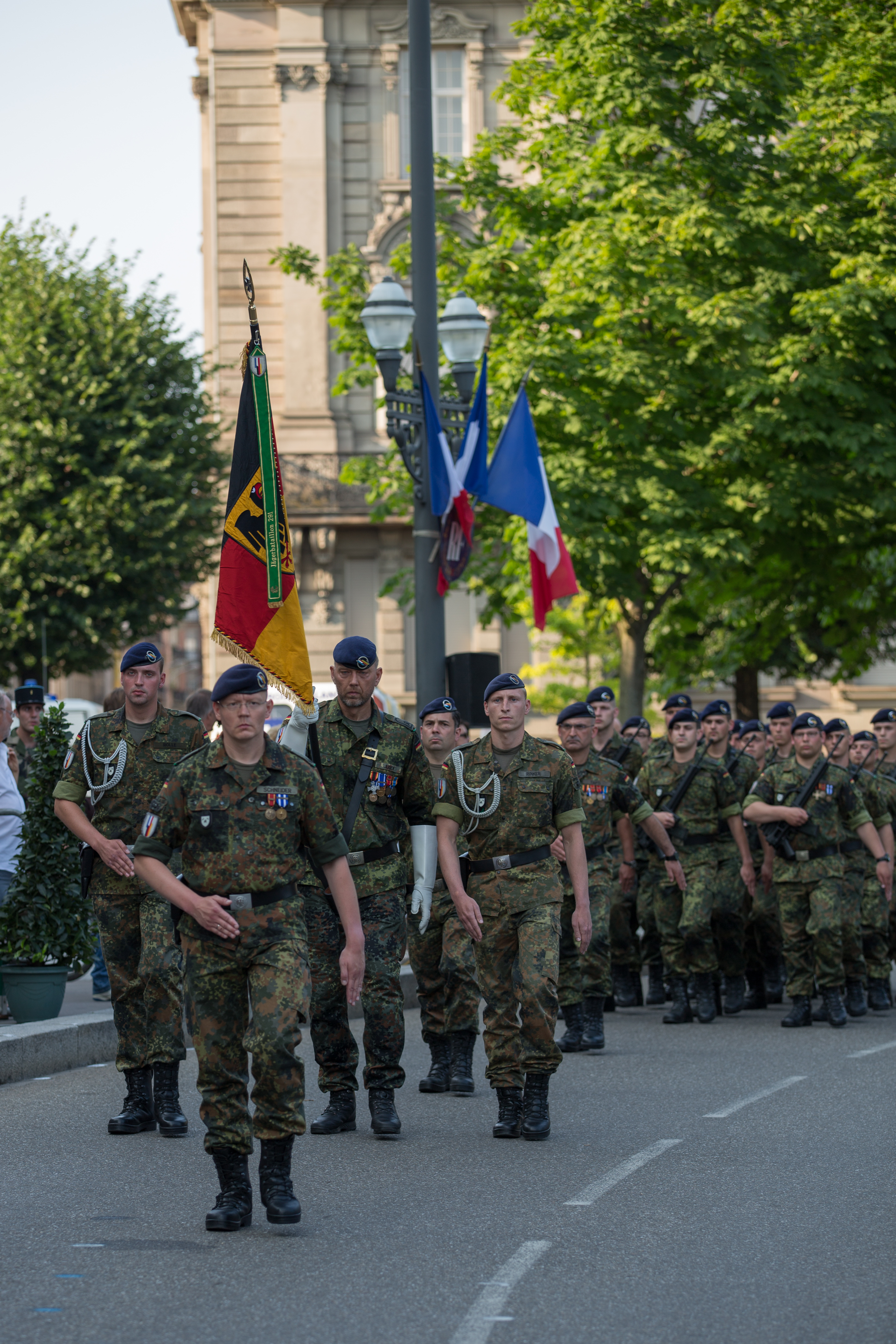
Soldats du Jägerbataillon lors du défilé du 13 juillet 2013 place de la République à Strasbourg.

Le quartier Leclerc est construit au milieu des années 1960. Il a accueilli le 12e régiment d'artillerie (12e RA) de 1966 à 1976 puis le 1er régiment du génie (1er RG) de 1976 jusqu'à sa dissolution en juin 2010.
Depuis avril 2010, le quartier Leclerc est occupé par le 291e Jägerbataillon (JgBtl 291), seule unité de la Bundeswehr stationnée en France dans le cadre de la brigade franco-allemande. La 2e compagnie de commandement et de transmissions blindée (2e CCTB) y est également installée depuis le 1er juillet 2010.
Un dépôt de munitions se trouvait dans la forêt de la commune. Il est fermé en 1980. Depuis 2010, il est utilisé par le 291e Jägerbataillon comme terrain d'entraînement pour combattre en forêt et en agglomération.

## Population et société

### Démographie

#### Évolution démographique
L'évolution du nombre d'habitants est connue à travers les recensements de la population effectués dans la commune depuis 1793. Pour les communes de plus de 10 000 habitants les recensements ont lieu chaque année à la suite d'une enquête par sondage auprès d'un échantillon d'adresses représentant 8 % de leurs logements, contrairement aux autres communes qui ont un recensement réel tous les cinq ans,.

En 2022, la commune comptait 27 339 habitants, en évolution de +1,87 % par rapport à 2016 (Bas-Rhin : +3,17 %, France hors Mayotte : +2,11 %).
| 1793  | 1800  | 1806  | 1821  | 1831  | 1836  | 1841  | 1846  | 1851  |
| ----- | ----- | ----- | ----- | ----- | ----- | ----- | ----- | ----- |
| 1 520 | 1 621 | 1 667 | 1 907 | 1 766 | 2 293 | 2 545 | 3 187 | 3 208 |

| 1856  | 1861  | 1866  | 1871  | 1875  | 1880  | 1885  | 1890  | 1895  |
| ----- | ----- | ----- | ----- | ----- | ----- | ----- | ----- | ----- |
| 4 209 | 4 437 | 4 668 | 4 755 | 4 739 | 4 733 | 5 017 | 5 228 | 5 549 |

| 1900  | 1905  | 1910  | 1921  | 1926  | 1931  | 1936  | 1946  | 1954  |
| ----- | ----- | ----- | ----- | ----- | ----- | ----- | ----- | ----- |
| 6 111 | 6 313 | 6 522 | 6 450 | 6 979 | 7 739 | 7 936 | 7 774 | 7 942 |

| 1962  | 1968   | 1975   | 1982   | 1990   | 1999   | 2006   | 2011   | 2016   |
| ----- | ------ | ------ | ------ | ------ | ------ | ------ | ------ | ------ |
| 9 607 | 11 648 | 16 330 | 19 857 | 22 307 | 23 815 | 26 368 | 26 467 | 26 837 |

| 2021   | 2022   | - | - | - | - | - | - | - |
| ------ | ------ | - | - | - | - | - | - | - |
| 27 118 | 27 339 | - | - | - | - | - | - | - |

#### Pyramide des âges
La population de la commune est relativement jeune, un peu moins que celle du département. En 2018, le taux de personnes d'un âge inférieur à 30 ans s'élève à 35,3 %, soit un taux inférieur à la moyenne départementale (35,9 %). Le taux de personnes d'un âge supérieur à 60 ans (26,2 %) est supérieur au taux départemental (24,5 %).
En 2018, la commune comptait 12 848 hommes pour 13 982 femmes, soit un taux de 52,11 % de femmes, supérieur au taux départemental (51,36 %).
Les pyramides des âges de la commune et du département s'établissent comme suit :
| Hommes | Classe d’âge | Femmes |
| ------ | ------------ | ------ |
| 0,6    | 90 ou +      | 1,7    |
| 7,1    | 75-89 ans    | 9,6    |
| 15,3   | 60-74 ans    | 17,8   |
| 19,5   | 45-59 ans    | 19,8   |
| 19,8   | 30-44 ans    | 17,9   |
| 22,1   | 15-29 ans    | 18,3   |
| 15,6   | 0-14 ans     | 14,9   |

| Hommes | Classe d’âge | Femmes |
| ------ | ------------ | ------ |
| 0,6    | 90 ou +      | 1,6    |
| 6,6    | 75-89 ans    | 8,7    |
| 16,2   | 60-74 ans    | 16,7   |
| 20,7   | 45-59 ans    | 20     |
| 19     | 30-44 ans    | 18,8   |
| 19,5   | 15-29 ans    | 18,5   |
| 17,5   | 0-14 ans     | 15,7   |

### Manifestations culturelles et festivités

Entrée de l'Illiade, le centre culturel de la ville.

- Le Printemps des Bretelles ; festival de musique consacré à l'accordéon ayant lieu chaque année[44]. La 20e édition s'est déroulée en 2017[45].
- Fêtes de l’Ill ; musique, danse et spectacle, thèmes sur des pays étrangers, invitation des villes et villages voisins, jeux de son et lumières, représentations artistiques, restauration et feux d’artifice ; deux jours (fin juin - début juillet) ; cours de l’Illiade.
- Fête du 14 juillet ; défilé militaire, verre de l'amitié, restauration, musique et danse (le 14) ; feu d’artifice, restauration, son et lumière, musique et bal à l’Illiade la veille (probablement en raison de la concurrence du feu d'artifice de Strasbourg).
- Fête de la musique ; 21 juin ; nombreux lieux dans la ville.
- Fête des peuples ; restauration de spécialités de divers pays et régions en septembre ; lieux variant (cité Libermann, l’Illiade, parking du collège des Roseaux).
- Feu de la Saint-Jean ; bûcher, musique country et restauration, traditionnellement le jour de la Saint-Jean sur le terrain de football Lixenbuhl (anciennement cour de la chapelle Saint-Joseph), organisé par les scouts du groupe Henry de Bournazel, 1re Graffenstaden.
- Marché de Noël (Chriskindelsmärik – Marché de l’enfant Jésus) en fin novembre/début décembre sur le parvis de l’église Saint-Symphorien (anciennement sur l'ancienne place du marché).
- Cinéma en plein air en été dans différents lieux (quartier Libermann, école Lixenbuhl, etc.).
- Festival rock actuel ; un festival annuel permettant à la jeune scène rock de la région de faire ses premières scènes.
- Autres petites animations toute l’année, notamment en été (braderie, Johrmärik — marché de l'An, Messti — fête foraine, conférences, etc.).

### Équipement culturel et loisirs

L'Illiade.

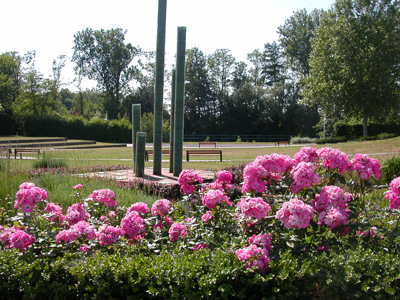
Le jardin de l'Illiade.

- Illiade, actuel pôle culturel d'Illkirch-Graffenstaden. Bâtiment où se déroulent spectacles, théâtres, concerts, conférences, danses, fêtes, expositions, films, etc. Son nom est un jeu de mots avec la première syllabe du nom de sa ville, « ill », ou le fleuve la traversant, l'Ill (passant derrière l'Illiade), et l’Iliade d’Homère. À ne pas confondre avec l’Odyssée de Strasbourg, un cinéma promouvant la culture (l’Odyssée d’Homère).
- Médiathèque Sud, structure dépendant de la communauté urbaine de Strasbourg et associée au pôle culturel de l’Illiade. Elle offre notamment au public des livres (romans, documentaires, bandes dessinées), des CD et DVD, des revues, l'accès à Internet, des cabines d'auto-formation (apprentissage de langues, bureautique…).
- Parc Friedel, mini-zoo gratuit permettant le contact direct avec les animaux.
- Parc du CHU.
- Centre équestre, centre canin, pigeon club.
- Centre de loisirs Muhlegel, qui propose plusieurs activités (équitation, natation, échecs…) à destination des plus jeunes pendant les congés scolaires.
- Scoutisme (scouts et éclaireurs).
- Sport terrains (football, rugby, handball, tennis, golf et mini-golf), gymnases (dont un appartenant à la SIG, équipe de basket-ball de Strasbourg Illkirch-Graffenstaden), le complexe sportif Lixenbuhl à côté du gymnase du lycée Gutenberg, gymnase des Vignes (gymnase du collège Nelson-Mandela, gymnase et terrain à proximité du collège du parc, la mini-piscine de la Hardt (à côté du lac Achard), propositions de nombreuses activités (centre de loisirs Muhlegel).

### Médias
Les magazines suivants sont distribués gratuitement aux Illkirchois :
- le journal de la commune : Infograff ;
- le bulletin des festivités.

## Économie
La ville d'Illkirch-Graffenstaden possède un technopôle spécialisé dans les biotechnologies et les technologies de l'information : le Parc d'innovation. Il accueille le pôle de compétitivité Alsace Biovalley, labellisé pôle à vocation mondial. Il comprend notamment un IUT (IUT Robert-Schuman), deux écoles d'ingénieurs (Télécom Physique Strasbourg et ESBS), la faculté de pharmacie de Strasbourg, de nombreux laboratoires privés et publics ainsi que de nombreuses entreprises innovantes.
On y trouve également d'autres secteurs d'activités, avec des entreprises comme Puma, Kodak, Unilog, Air France et Alcatel-Lucent qui y possède un bâtiment d'une surface utile de 67 000 m2 depuis 1988, tout près du Parc d'innovation. Des centrales photovoltaïques pourraient voir le jour sur une ballastière en friche de la commune, ce qui suscite la grande méfiance de l'association écologiste Alsace Nature.
La commune dispose en outre de deux grands centres commerciaux: le Centr'Ill et le Centre Commercial Auchan-Baggersee. Le premier est construit sur les friches industrielles d'une ancienne usine SACM (dont il a conservé la structure extérieure) et situé au coeur de la commune à proximité de l'arrêt de tramway "Cours de l'Illiade". Le second est situé à l'extrémité Nord de la commune, en bordure de Strasbourg et à proximité de l'arrêt "Baggersee", du nom du lac à proximité.

### Principales sociétés

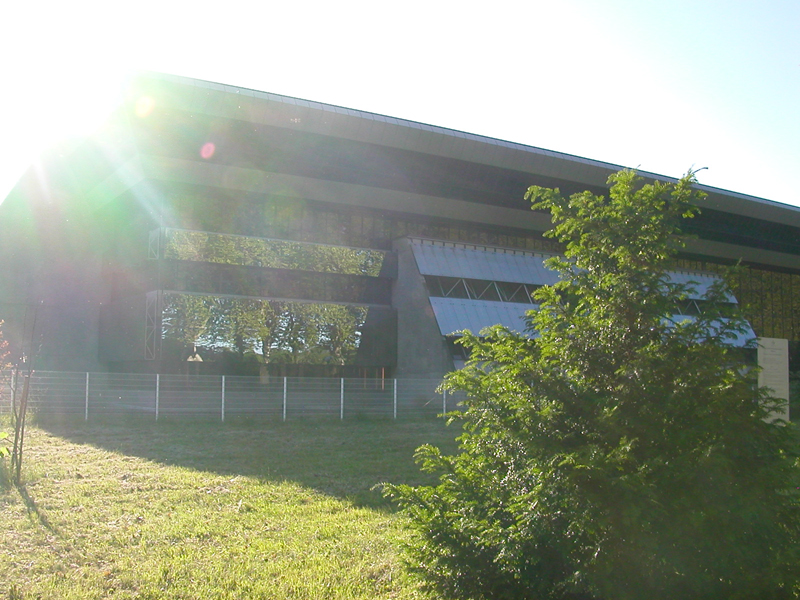
L'établissement Alcatel d’Illkirch, le long du canal du Rhône au Rhin.

- Alcatel-Lucent (télécommunications).
- Huré (machines-outils "Huron"), reste de l'usine SACM[48], aujourd’hui reconvertie en centre commercial, logements et regroupement d’agences.
- Herta (agro-alimentaire), anciennement Olida.
- Flender-Graffenstaden (engrenages de puissance), également reste de l'usine SACM.
- Bechtle France, filiale du groupe allemand du même nom, sur la zone du Parc d'innovation.

## Culture locale et patrimoine

### Lieux et monuments
- Église Saint-Symphorien (1869)

Temple protestant d'Illkirch
- Monument aux morts de la ville pendant la guerre, place du Général-de-Gaulle.
- Fort Uhrich, datant de l’occupation de 1871-1918 (de la guerre franco-prussienne à la fin de la Première Guerre mondiale).
- Blockhaus et autres constructions défensives, le long du canal du Rhône au Rhin, datant de la Seconde Guerre mondiale.
- Monument aux morts de la guerre 1870-1871, place du Souvenir à côté du restaurant La Tankstell.

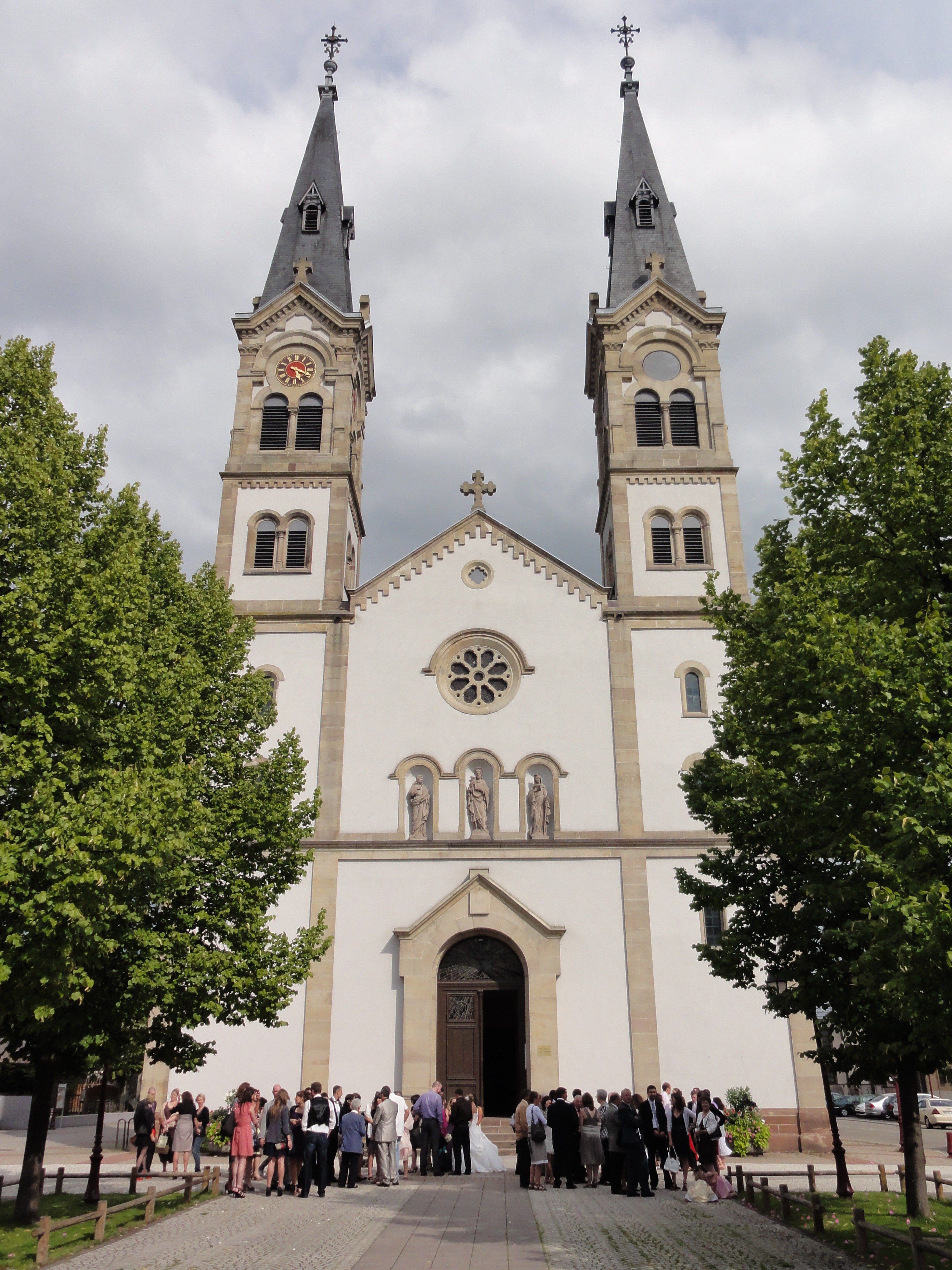
Église Saint-Symphorien (1869).
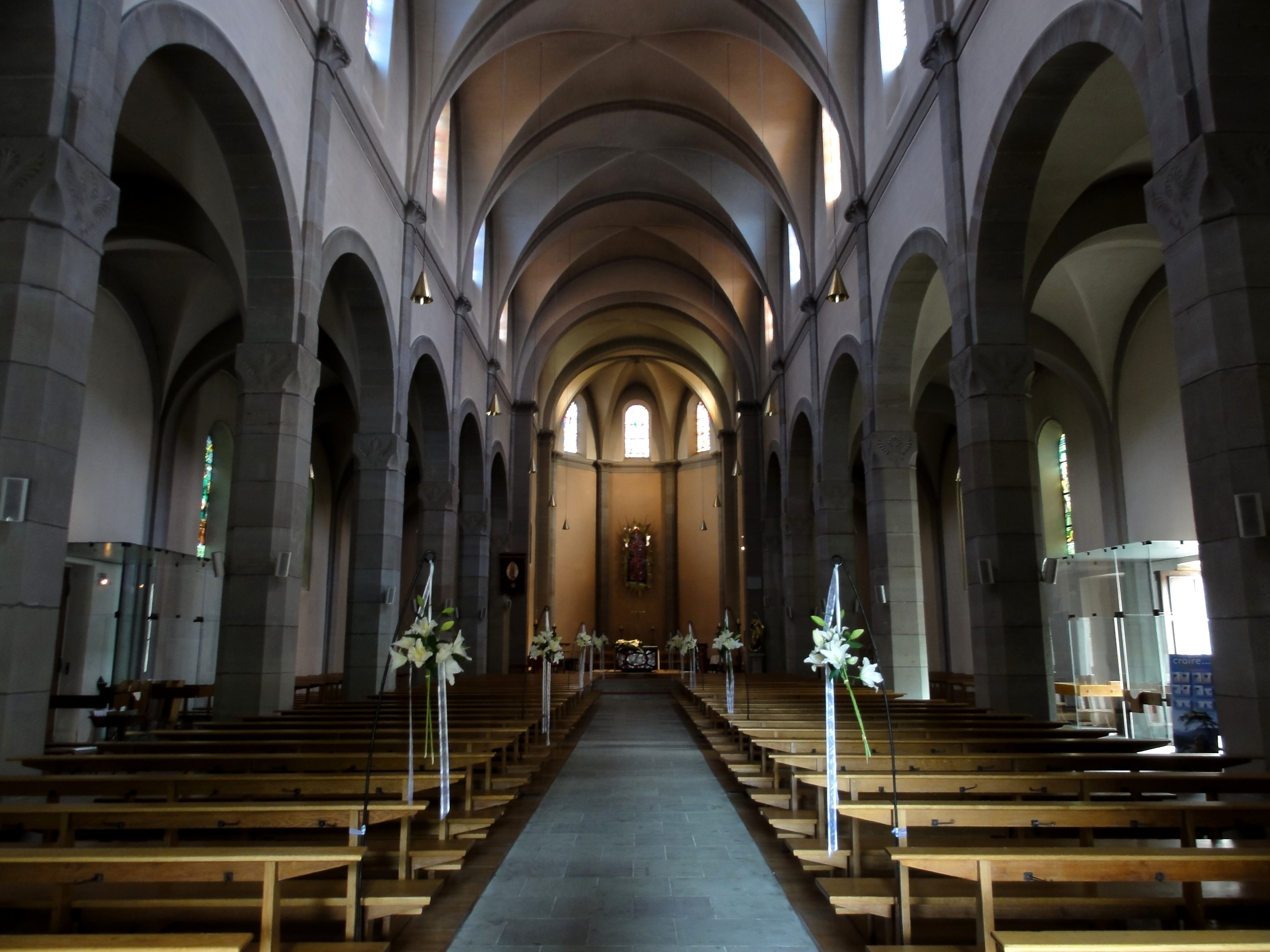
Intérieur de l'église Saint-Symphorien.
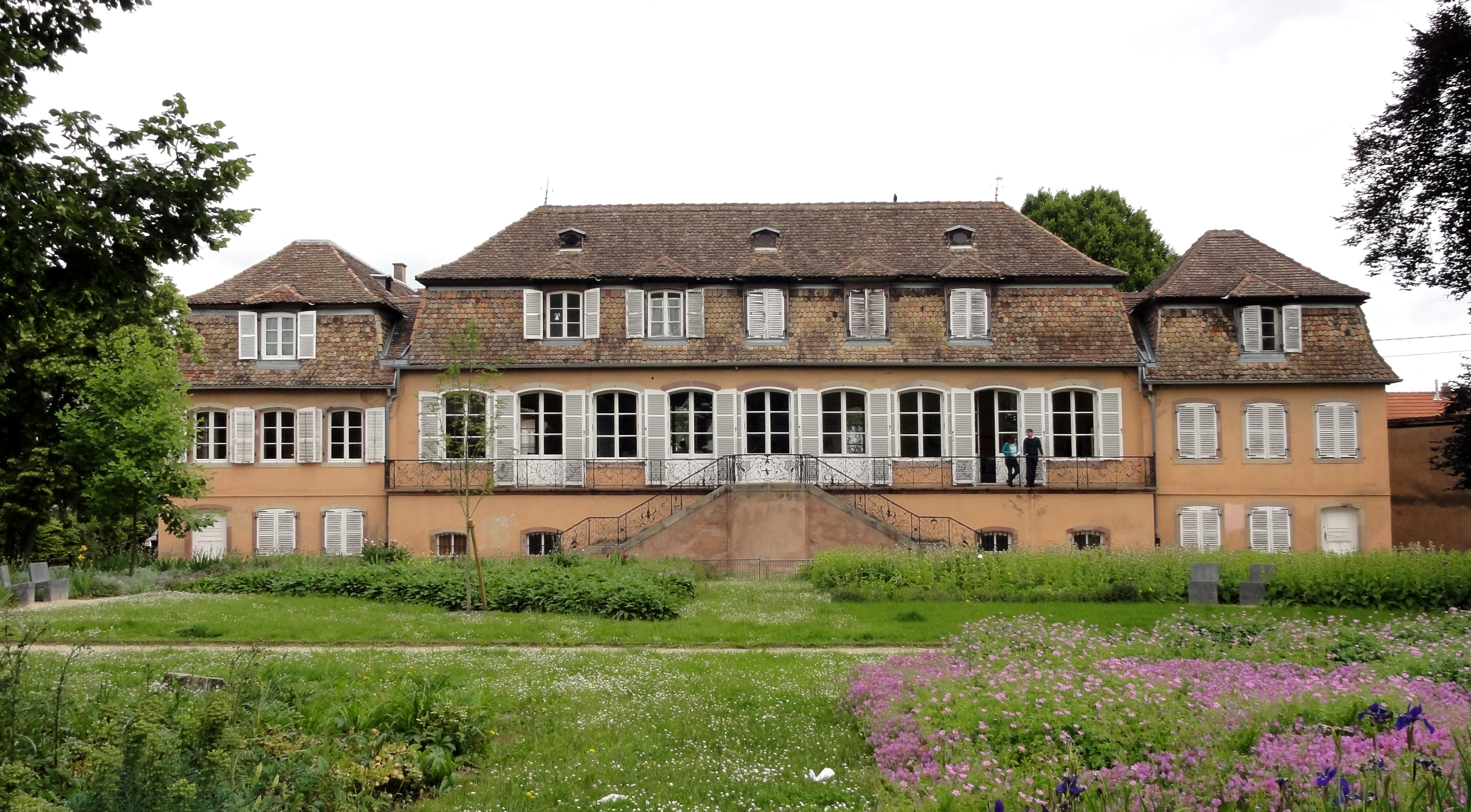
Ancienne orangerie du château de Klinglin ou d'Illhausen (XVIIIe).
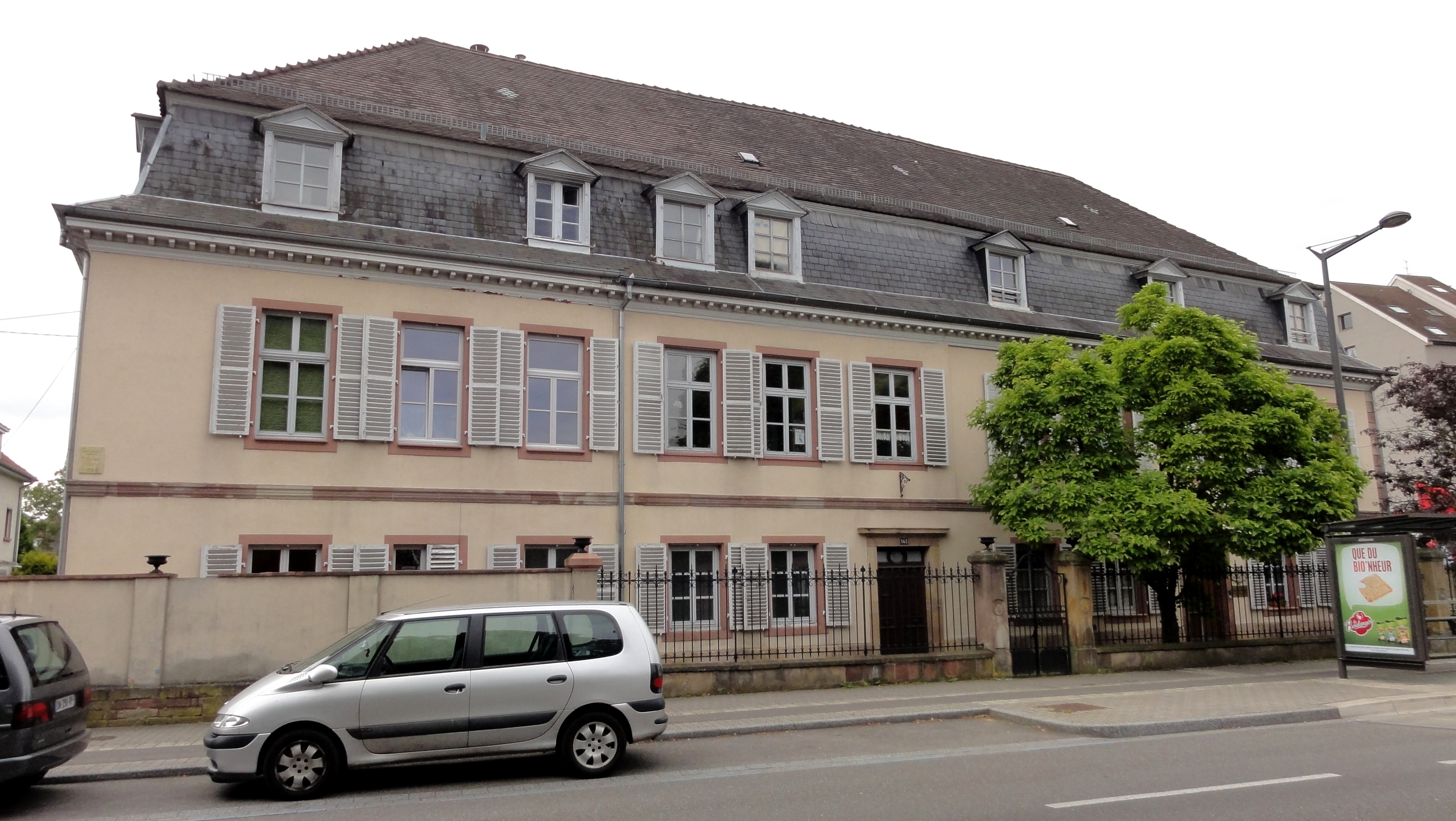
Foyer Sainte-Marie-Madeleine, 143 route de Lyon.

### Personnalités liées à la commune
- Historiens
  - Jean-Pierre Kintz (1932-2018), historien de l'Alsace et rédacteur du Nouveau Dictionnaire de biographie alsacienne, né à Illkirch-Graffenstaden ;
- Scientifiques et industriels
  - Jean-Baptiste Schwilgué, à l'origine de l'usine de Graffenstaden.
  - Frédéric Rollé, à l'origine de l'usine de Graffenstaden.
- Hommes politiques
  - François-Joseph de Klinglin, prêteur royal.
- Artistes
  - Paul Ledoux (1884-1960), peintre et graveur, né dans cette ville.
  - Wil (Wilhelm) Drexler (1895-1977), écrivain allemand, résident d'Illkirch-Graffenstaden de 1912 à 1914.
- Sportifs
  - Gérard Grave, handballeur international sélectionné en équipe de France.
  - Mehdi Baala, coureur olympique (ex-Illkirchois).
  - Olivier « Mickey » Lemesle, football australien, ancien international sélectionné (27 sélections : 2005-2008) en équipe de France, manager général de l'Équipe de France (août 2008 - novembre 2009), sélectionneur adjoint de l'Équipe d'Irlande B (mars 2010 - août 2010), sélectionneur adjoint de l'Équipe d'Angleterre (septembre 2010 - ...), et 51e (24 000 candidats) de Masterchef, saison 2.
  - Martin Djetou, ancien footballeur international français né le 15 décembre 1974 à Abidjan (Côte d'Ivoire). Il évoluait au poste de défenseur central.
  - Jérôme Christ, basketteur international sélectionné en équipe de France (73 sélections). Il participa aux Jeux olympiques de Rome en 1960.
- Autres
  - Xavier Nicole (1925-1990), adolescent résistant agent de liaison entre les groupes Feuille de Lierre et la Main noire pendant la Seconde Guerre mondiale.

### Héraldique
| Blason de Illkirch-Graffenstaden | Blason  | Parti : au premier d'argent au soc de charrue de sable posé en pal, la pointe vers le chef, au second de gueules à la gaffe de batelier d'argent posée en pal, la griffe vers la pointe. |
| Blason de Illkirch-Graffenstaden | Détails | |